# Campionatul European de Handbal Feminin pentru Tineret
Campionatul European de Handbal Feminin U19 este principala competiție feminină de handbal pentru tineret (sub 19 ani) din Europa. Organizată de Federația Europeană de Handbal, întrecerea are loc la fiecare doi ani. Competiția a primit actuala denumire în 2004, până în acel an desfășurându-se sub titulatura de Campionatul European de Handbal Feminin pentru Tineret.
În plus față de desemnarea campioanei europene, întrecerea servește și ca turneu de calificare la Campionatul Mondial de Handbal Feminin pentru Tineret.

## Cronologia competiției
| 1996 Detalii | Polonia   | Danemarca | 24 – 23 | Ucraina   | Rusia                | 22 – 19 | Norvegia   |
| 1998 Detalii | Slovacia  | România   | 33 – 24 | Lituania  | Rusia                | 28 – 27 | Turcia     |
| 2000 Detalii | Franța    | România   | 30 – 28 | Rusia     | Croația              | 25 – 23 | Suedia     |
| 2002 Detalii | Finlanda  | Rusia     | 25 – 24 | Ungaria   | Spania               | 27 – 19 | Olanda     |
| 2004 Detalii | Cehia     | Rusia     | 25 – 24 | Norvegia  | Serbia și Muntenegru | 39 – 28 | Franța     |
| 2007 Detalii | Turcia    | Danemarca | 29 – 19 | Spania    | România              | 36 – 31 | Suedia     |
| 2009 Detalii | Ungaria   | Norvegia  | 29 – 27 | Ungaria   | Rusia                | 29 – 24 | Germania   |
| 2011 Detalii | Olanda    | Danemarca | 29 – 27 | Olanda    | Austria              | 34 – 28 | Serbia     |
| 2013 Detalii | Danemarca | Rusia     | 36 – 28 | Ungaria   | Danemarca            | 33 – 22 | Norvegia   |
| 2015 Detalii | Spania    | Danemarca | 29 – 26 | Rusia     | Suedia               | 25 – 24 | Ungaria    |
| 2017 Detalii | Slovenia  | Franța    | 31 – 26 | Rusia1)   | Danemarca            | 28 – 26 | Ungaria    |
| 2019 Detalii | Ungaria   | Ungaria   | 27 – 20 | Olanda    | Norvegia             | 29 – 26 | Rusia      |
| 2021 Detalii | Slovenia  | Ungaria   | 31 – 22 | Rusia     | Franța               | 30 – 29 | Suedia     |
| 2023 Detalii | România   | Ungaria   | 35 – 26 | Danemarca | România              | 39 – 32 | Portugalia |

## Clasamentul pe medalii
| Loc   | Țară      | Aur | Argint | Bronz | Total |
| ----- | --------- | --- | ------ | ----- | ----- |
| 1     | Danemarca | 4   | 1      | 2     | 7     |
| 2     | Rusia     | 3   | 31)    | 3     | 9     |
| 3     | Ungaria   | 3   | 3      | 0     | 6     |
| 4     | România   | 2   | 0      | 2     | 4     |
| 5     | Norvegia  | 1   | 1      | 1     | 3     |
| 6     | Franța    | 1   | 0      | 1     | 2     |
| 7     | Olanda    | 0   | 2      | 0     | 2     |
| 8     | Spania    | 0   | 1      | 1     | 2     |
| 8     | Ucraina   | 0   | 1      | 0     | 1     |
| 8     | Lituania  | 0   | 1      | 0     | 1     |
| 11    | Austria   | 0   | 0      | 1     | 1     |
| 11    | Croația   | 0   | 0      | 1     | 1     |
| 11    | Serbia2)  | 0   | 0      | 1     | 1     |
| 11    | Suedia    | 0   | 0      | 1     | 1     |
| Total | Total     | 14  | 13     | 14    | 41    |

Note
1) Deși în 2017 Rusia a câștigat pe teren medalia de argint, aceasta i-a fost retrasă după ce trei sportive ruse au fost depistate pozitiv la controlul antidoping. Pe 19 ianuarie 2018, Federația Europeană de Handbal (EHF) a făcut cunoscut că mostre prelevate de la Antonina Skorobogatcenko, Maria Duvakina și Maria Dudina conțineau modulatorul metabolic Meldonium, substanță interzisă de Agenția Mondială Antidoping. În consecință, cele 3 sportive au fost inițial suspendate pentru o perioadă de 20 de luni „din toate activitățile handbalistice”. Pedeapsa a fost redusă ulterior la 17 luni de suspendare de către Unitatea Antidoping a EHF, care a constatat că sportivele nu au consumat în mod intenționat substanța interzisă și că au cooperat substanțial cu autoritățile ruse. În urma apelului înaintat de reprezentanții handbalistelor, Curtea de Apel a EHF a micșorat la doar 15 luni cele 20 de luni inițiale de suspendare. Curtea a constat și că Unitatea Antidoping a EHF redusese deja cu 3 luni perioada de suspendare, astfel că cele trei sportive au fost în final suspendate pentru o perioadă totală de 12 luni.
Pe 3 aprilie 2018, pe baza articolului 10 al regulamentelor antidoping ale EHF, Curtea de Handbal a EHF a decis retragerea medaliei de argint câștigată în competiție de echipa Rusiei. Articolul 10 stipulează că, „dacă mai mult de doi membri ai unei echipe au fost descoperiții că au comis o violare a regulamentelor antidoping în timpul unei perioade competiționale a EHF, forul legal competent va impune și o  sancțiune corespunzătoare respectivei federații”. De asemenea, Federația Rusă de Handbal a fost amendată cu 20.000 € și suspendată timp de doi ani de la participarea în viitoarele competiții EHF pentru aceeași categorie de vârstă.
2) IHF consideră Serbia drept moștenitoarea palmaresului sportiv al Republicii Federale Iugoslavia și Serbiei și Muntenegrului.